# Delta Pavonis
Delta Pavonis (88 Pavonis) é uma estrela na direção da constelação de Pavo. Possui uma ascensão reta de 20h 08m 41.86s e uma declinação de −66° 10′ 45.6″. Sua magnitude aparente é igual a 3.55. Considerando sua distância de 20 anos-luz em relação à Terra, sua magnitude absoluta é igual a 4.63. Pertence à classe espectral G5IV-Vvar. É um sistema estelar próximo ao Sistema Solar e compartilha muitas caracteríticas do Sol.